# Willem Naudin ten Cate

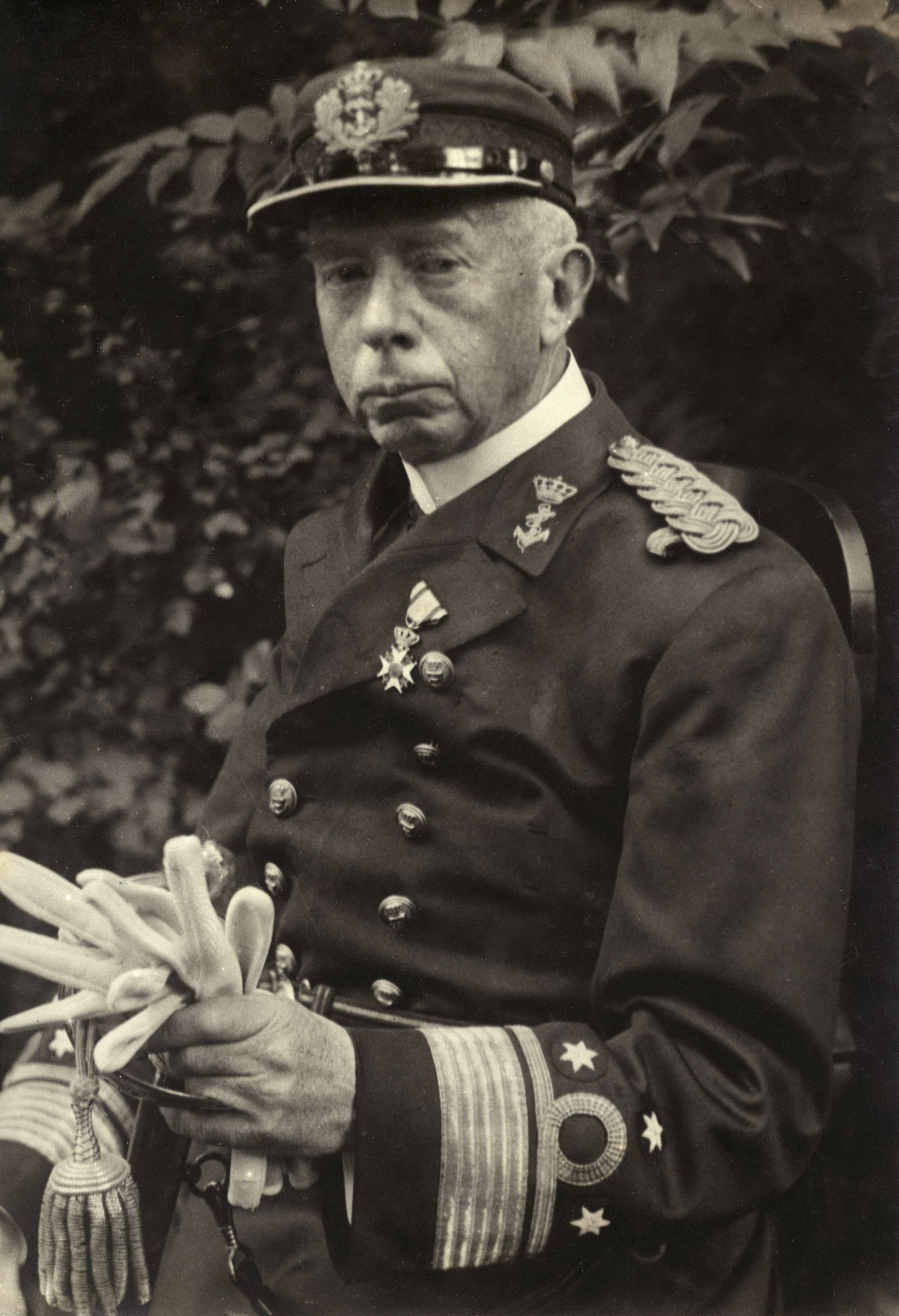
W. Naudin ten Cate

Willem Naudin ten Cate (Haarlem, 15 juli 1860 – 's-Gravenhage, 18 december 1942) was een Nederlands militair en politicus.
Naudin ten Cate was een zeeofficier, die bevelhebber was op diverse schepen en van het eskader in de Indische wateren en laatstelijk commandant van de Stelling van Den Helder. Als sympathisant van de christelijk-historischen werd hij benoemd tot minister van Marine in het eerste kabinet-Ruijs de Beerenbrouck. Hij voelde zich meer thuis op een oorlogsschip dan in het parlement. Hij trad al vrij spoedig af als minister, na ernstige kritiek op de hoogte van zijn begroting.